# XFrames
 (décembre 2016).
XFrames est un dérivé d'XML permettant d'afficher plusieurs pages à l'intérieur d'une fenêtre de navigateur. Ce procédé est destiné à être utilisé avec XHTML. C'est une spécification du W3C.

## Problèmes traités
Les frames sont apparues dans HTML dans sa version 4.0. Dès lors, les utilisateurs se sont vu confrontés à des problèmes nouveaux :
- Le bouton [retour] ne fonctionnait plus de façon intuitive, dans de nombreux cas
- Il n'était pas possible de faire un signet d'une vue spécifique
- En pressant le bouton [recharger], le résultat pouvait différer de ce qu'on avait juste avant
- Les touches [page up] et [page down] étaient plus difficiles à utiliser
- On pouvait se faire « enfermer » dans des frames
- Les moteurs de recherche trouvaient les pages de frameset, mais pas les pages contenues
- Pour une utilisation optimale, il fallait employer la balise <noframes></noframes>, mais peu de développeurs l'utilisaient en pratique.
- Il y avait un problème de sécurité, étant donné qu'on ne pouvait pas savoir si les sous-pages proviennent du même serveur.
- L'impression peut être problématique dans certains cas
- L'accessibilité pour les malvoyants est plus difficile à garantir

Ce sont tous ces problèmes que XFrames veut résoudre. Cependant, la nouvelle solution n'est pas compatible avec les anciens navigateurs.

## Principes
- Les balises sont utilisées pour diviser la fenêtre en colonnes et en lignes
- L'adresse URL contient les noms de fichier à répartir dans ces « cellules ».